# Niels Borksand
Niels Borksand (født 11. oktober 1943 på Frederiksberg) er en dansk skuespiller, operasanger, instruktør, balletdanser og producent.

## Karriere
Borksand er uddannet fra Skuespillerskolen ved Aarhus Teater i 1966 og virkede som freelanceskuespiller ved flere scener i København, bl.a. Ungdommens Teater, Det Ny Teater og Ishøj Teater. Fra 1969 til 1980 var han assistent og solist ved Det Kongelige Operakor og har også optrådt med operetter på Den Jyske Opera. Han spillede fra 1986 til 2000 rollen som Kassander på Pantomimeteatret i Tivoli.
Han har siden 1969 været leder af Grønlandsturneen, der har turneret Grønland rundt med teater for både børn og voksne. Borksand uropførte Händels Messias på Grønland. Arbejdet i Grønland indbragte ham Hjemmestyrets fortjenstmedalje i sølv i 1998. Han er KulturBornholms ambassadør i Grønland.
Niels Borksands interesse for Wagner er grund til opførelsen af Wagners Ringen i flere omgange i København.
Dacapo har udsendt flere cd'er med Borksand som dirigent og med Stig Fogh Andersen som solist.
I 2017 blev han formand for Det Kongelige Teaters Pensionistforening.

## Privatliv
Han har været gift med skuespiller Ulla-Britta Borksand (født Jørgensen). Han er far til tidligere danser, fitnesspersonlighed og psykoterapeut Bolette Borksand.
Han er gift med operasangerinden Elisabeth Hanke.

## Filmografi

### Film
- Uden en trævl (1968)
- Sonja - 16 år (1969)
- De største helte (1996)
- At kende sandheden (2002)
- Oskar og Josefine (2005)

### Tv-serier
- TAXA (1997-1999)
- Hvide løgne (1998-2001)
- Rejseholdet (2000-2003)
- Forsvar (2003)